# ネオユニヴァース
ネオユニヴァース（欧字名:Neo Universe、2000年5月21日 - 2021年3月8日）は、日本の競走馬・種牡馬。
2003年、JRAが発行する短期免許で来日騎乗していたイタリア人騎手ミルコ・デムーロを鞍上に皐月賞（GI）と東京優駿（日本ダービー、GI）を優勝。同年のJRA賞最優秀3歳牡馬に選出された。その他の勝ち鞍に、2003年のスプリングステークス（GII）、きさらぎ賞（GIII）、2004年の産経大阪杯（GII）。
2005年より種牡馬となり、GI・JpnI競走に優勝した産駒には2009年の皐月賞と日本ダービーでそれぞれ本馬との父子制覇を達成したアンライバルドとロジユニヴァース、2010年の皐月賞・有馬記念を制し2011年には日本調教馬として初めてドバイワールドカップを制したヴィクトワールピサ、2017年のクイーンエリザベス2世カップを制したネオリアリズムがいる。

## 経歴

### 生い立ち
2000年、北海道千歳市の社台ファームにて誕生。父は1989年の全米年度代表馬であり、種牡馬として日本に輸入されて以降リーディングサイアーの地位を占め続けていたサンデーサイレンス。母のポインテッドパスはフランスで2戦0勝の成績だったが、日本への輸入前にカルヴァドス賞 (G3)の勝利馬フェアリーパス（父・Irish River）を生んでいた。日本においてポインテッドパスはサンデーサイレンスとの交配が繰り返されていた。
社台ファーム代表の吉田照哉によると、幼駒の頃は馬体の形こそ良かったものの、脚長でひょろりとした頼りない姿であったという。全兄のチョウカイリョウガ、アグネスプラネットがいずれも好馬体の持ち主だったこともあり、「馬体だけ比べるとどうしても見劣っていたネオユニヴァースが、それ以上の活躍をできるのかな、と思ってしまった」と回顧している。ただし誕生日が5月21日と遅生まれだったため、日本ダービー優勝後には「成長が遅れていたわけだし、飛節の折りが深くて、やや腰が甘い感じに見えるのも、サンデーサイレンスそっくりの特徴だった」とし、出生当時の自身の見立てが誤っていたとしている。調教を任されることになる瀬戸口勉は、細身ながら骨格があり、さらに動きに柔らかさもある様子を見て「そこそこ走ってくれるんじゃないか」という程度に考えたという。
競走年齢の2歳に達した2002年、栗東トレーニングセンターの瀬戸口厩舎に入る。僚馬には同世代の2歳王者となるエイシンチャンプがいた。調教ではエイシンチャンプともども後脚で立ち上がってしまうような面も見せていたが、調教騎乗を担当していた西谷誠は「乗り味が全然違う」とその素質を高く評価した。遅生まれだったこともあり、牧場では3歳でのデビューと見込んでいたが、調教は至極順調に進み、初戦は11月に迎えることになった。

### 戦績

#### 重賞初勝利まで
2002年11月9日、京都開催の新馬戦 (内回り1400m)でデビュー。福永祐一を鞍上に1番人気の支持を受けると、2番手追走から抜け出し、2着に1馬身半差を付けて初勝利を挙げた。競走後、福永は検量室前で出迎えた瀬戸口らに「今までにこんな男馬に乗ったことがない。GI級ですよ」と語った。
続く中京2歳ステークスでは池添謙一が鞍上を務め、このレースでも1番人気に推されたが最後の直線で2頭に交わされ、勝ち馬からタイム差なしの3着となる。しかし、福永が鞍上に戻った翌年1月の白梅賞では好位から抜け出して2勝目を挙げると、2月にはきさらぎ賞 (GIII)で重賞に初出走。シンザン記念の2着馬マッキーマックス、同勝利馬のサイレントディールに次ぐ3番人気であったが、最終コーナーで先頭に立ってそのままゴールまで押しきり、サイレントディールを半馬身退けて勝利。福永は「まだデビュー戦の頃の出来には及ばない。もっと良くなる」と語った。

#### 騎手交代
この勝利でネオユニヴァースは春のクラシック戦線における有力馬の1頭となったが、皐月賞トライアル競走第1戦の弥生賞には前年12月に朝日杯フューチュリティステークス (GI)を制していた僚馬・エイシンチャンプも出走を表明しており、同馬の主戦騎手も福永が務めていたため、仮にネオユニヴァースも弥生賞に出走するとなった際の福永の選択に注目が集まった。福永は瀬戸口とも相談の上でエイシンチャンプに騎乗することになり、ネオユニヴァースは弥生賞を回避して次走をスプリングステークスとすることに決まった。そのスプリングステークスからは吉田照哉の推薦で、短期免許制度を利用して来日していたイタリア人騎手、ミルコ・デムーロを新たな鞍上として迎えられることになった。デムーロは初めてネオユニヴァースに跨った際に「信じられない、すごい馬」だと感じ、距離は長い方がいい感じでダービーの方が適していると感じたという。
デムーロとの新コンビで迎えたスプリングステークス (GII)では、中団追走から第3 - 第4 (最終)コーナーで先団に進出、1番人気のサクラプレジデントに1馬身4分の1差を付けて勝利した。この競走では15番枠から発走し、距離のロスになるとされる馬群の外側を終始回り続ける展開となっていたが、これは「中距離以上でスタミナがもつか」「騎手との折り合いを保てるか」という2点を確認するため、デムーロが意図して行ったものだった。後にデムーロはこの競走を回顧し、「調教と同様にレースでも折り合いの不安がなく、素晴らしい瞬発力と持久力を合わせもっていることが確認できた」と述べている。またこの頃には厩舎でシャンポンという装具を着けられたことで立ち上がる癖が矯正され、それまで余分な負担が掛かっていた後躯が強化されつつあったという。

#### 二冠制覇
4月20日、クラシック三冠初戦・皐月賞 (GI)を迎える。「混戦」という下馬評のなか、ネオユニヴァースはオッズ3.6倍の1番人気に支持された。レースは前半1000mが61秒7というスローペースで流れ、そのなかでネオユニヴァースは中団を追走。最終コーナーでは馬群の中で進路を失いかけたが、わずかに開いた隙間を突いて一気に抜け出すと、最後はサクラプレジデント（2番人気）との競り合いをアタマ差制しての優勝を果たした。ゴール直後には、デムーロが嬉しさのあまり真横で俯くサクラプレジデント鞍上の田中勝春の頭を叩いてしまうという場面もあった。この行動は物議を醸したが、デムーロに決して悪気は無く、田中が「ちょっと寂しそうな、悲しそうな顔」をしていたのをみて励ましたつもりであったという。なお、さらに3馬身半差の3着にはエイシンチャンプが入った。
競走後、デムーロは「4コーナーでは前が横一線で入る隙がなく、このまま脚を余して負けるんじゃないかと思ったが、ラッキーなことに1頭分開いたので、迷わず突っ込みました。僕の馬は根性があるから、叩き合いなら負けないと信じていた。こんな大きなレースを勝てるなんて、最高のプレゼントをしてくださった神様に感謝したいです」と語った。また瀬戸口は、塞がった進路に隙間ができたこと、最後の競り合いに勝てたことについて「運があった」としつつ、デムーロの騎乗について「一瞬の判断というか、ひらめきというか、もの凄く良いものをもっている」と称えた。
皐月賞のあとデムーロはイタリアに帰国。当時デムーロは本国でブルーノ・グリツェッティ厩舎と騎乗契約を結んでおり、グリツェッティの意向によっては続く東京優駿（日本ダービー）に騎乗できない可能性もあった。しかし吉田照哉が同厩舎に所有馬を預けていた縁もあり、デムーロは再びイタリアを離れ、日本で騎乗することを許される。そして6月1日、ネオユニヴァースとデムーロは東京優駿（日本ダービー）へ出走。前日には台風の影響から大雨が降り、当日の馬場状態は「重」となった。ネオユニヴァースは単勝2.6倍で1番人気、サクラプレジデントが3.6倍の2番人気で、この2頭が「二強」とみられ、3番人気には皐月賞不出走で青葉賞（GII）を制してきたゼンノロブロイが入った。スタートが切られるとゼンノロブロイ、サクラプレジデントはいずれも先行し、ネオユニヴァースは後方につける。ネオユニヴァースは、状態が悪いため他馬が避けていた内寄りのコースを通って第3コーナーから先団へ進出。最後の直線では先に抜け出したゼンノロブロイを楽にかわして優勝を果たした。着差は半馬身であったが、デムーロがゴール前でガッツポーズを取ったほど余裕のある勝利であった。
皐月賞、ダービーの二冠制覇は1997年のサニーブライアン以来6年ぶり19頭目、外国人騎手の東京優駿制覇は史上初の記録となった。観客からは「ミルコ」或いは「デムーロ」コールが送られ、デムーロは感泣した姿をみせた。デムーロは後に「その喜びは自国のダービーを制したときに比べても、勝るとも劣らないものだった。これだけ多くのファンに見守られ、大きな声援を送ってもらえる競馬なんてそうはない。まして今回は、その舞台がダービーだったわけだから。僕はまるで自分が『サッカーのナカタ（中田英寿）』になったような錯覚に陥った」と感想を述べた。瀬戸口もダービー初勝利であり、「ダービーは競馬人の夢。その頂点に立つことができて本当に嬉しい」と語り、「ネオの根性のある所は（かつて管理した）オグリキャップに似ている」と述べた。吉田照哉は「この馬はずば抜けている。本当に馬が強かった。どんなときもマイペースで落ち着いているし、パワーもすごくある。完勝ですね」と称賛し、「今までのサンデーサイレンス産駒の中で、最良の種牡馬になる可能性を感じています。社台グループの馬が全部、掲示板に入ることができた上に5頭ともサンデーサイレンス系の馬だから完璧だね。（父である）（吉田）善哉さんに喜びを伝えたいよ」と語った。
なお10着となったエイシンチャンプの福永は後年「ネオユニヴァースには大きなポテンシャルを感じていたし、やっぱりああいう馬がダービーに勝つんだなと思った。でも、自分ひとりの力で上がってきたジョッキーではないので、あの選択はまちがってなかったと思うし、後悔もしていない」と述べている。

#### 宝塚記念出走
日本ダービーの優勝馬は休養に入り秋に備えるという路線が常道となっていたが、6月16日、ネオユニヴァースが春のグランプリ・宝塚記念に出走することが決まり、翌日一斉に報じられた。同年のクラシック優勝馬が宝塚記念に出走するのは初めてのことであった。吉田によればダービー後も体調が良いことに加え、年長の4歳以上馬とは負担重量で5kgの差があるということが出走に踏み切った最大の理由だったという。宝塚記念には過去7頭の3歳馬が出走し、前年に同馬主のローエングリンがはじめて馬券配当圏内の3着に入っていた。
宝塚記念の出走馬を選定するファン投票では6位、当日は前年度代表馬のシンボリクリスエスに次ぐ2番人気となった。吉田は競走前「出した甲斐があった。去年の年度代表馬とダービー馬の対決をお客さんが見たいと思っていることの証。ゴール前の一騎討ちがあれば最高だと思う」と語った。ほかにも春の天皇賞を制したヒシミラクル、国内外でGI競走6勝のアグネスデジタル、前年度優勝馬ダンツフレーム、GI競走2勝のイーグルカフェら、ファン投票上位の多くが顔を揃えた。
スタートが切られると、ネオユニヴァースは出遅れて後方からのレースとなる。道中は馬群の外目から位置を上げていき、最後の直線で追い込みを図るも伸びきれず、勝ったヒシミラクルから0秒3差の4着となった。シンボリクリスエスは中団からレースを進めるも、ネオユニヴァースからさらにクビ差の5着となっている。デムーロは「出遅れたことと、そのあと他の馬にぶつかったことが痛かった。後ろから行ったことは仕方ないし悪くはなかったが、道中ずっと外を回らされたのが、最後の伸びのなさにつながったのかな」と語り、瀬戸口は「スタートで後手を踏んだこともあるが、それは結果論。よく走ったんじゃないか。力負けとは思っていない」と語った。

#### クラシック三冠を逃す
宝塚記念のあとは社台ファームで夏を過ごし、系列の山元トレーニングセンターでの調整を経て8月28日に栗東に帰厩。秋は1994年のナリタブライアン以来となる史上6頭目のクラシック三冠達成が懸かる菊花賞を目標に、神戸新聞杯 (GII)から始動した。デムーロの短期免許期間が春で満了していたことから、鞍上には半年ぶりに福永祐一を迎えた。この競走にはサクラプレジデント・ゼンノロブロイといった春の有力馬も顔を揃え、夏の札幌記念 (GII)で古馬（4歳以上馬）を破っていたサクラプレジデントが1番人気、ネオユニヴァースはそれに次ぐ2番人気となる。道中ではゼンノロブロイと並ぶ形で中団を進んだが、後方からのまくりをかけたサクラプレジデント、さらに同馬を一気に抜き去ったゼンノロブロイに後れをとり、約4馬身差の3着となった。このときネオユニヴァースは歯替わりの最中で、操縦性に影響するハミ受けの具合が悪く、敗因が明らかであることから陣営はこの敗戦を大きく捉えることはなかったという。
次走、ネオユニヴァースが菊花賞へ臨むに当たり、日本中央競馬会は外国人騎手の取り扱いについて、「同一馬に騎乗して同一年にJRAのGIを2勝以上した場合、その年のGIで当該馬に騎乗する場合に限り、そのGI当日のみ免許を発行する」という特例措置を発表し、これにより菊花賞は再びデムーロを鞍上にしての出走が叶うこととなった。なお10月19日、菊花賞に先立って行われた牝馬三冠最終戦・秋華賞では、春の桜花賞・優駿牝馬（オークス）を制したスティルインラブが1986年のメジロラモーヌ以来となる17年ぶりの「牝馬三冠」を達成していた。
2003年10月26日の菊花賞当日、ネオユニヴァースは単勝オッズ2.3倍の1番人気に支持される。2番人気には2.5倍でゼンノロブロイ、3番人気には6.1倍でサクラプレジデントが続いた。スタートが切られると、ネオユニヴァースは道中で12番手を追走。周回2周目の第3コーナーから5番人気のザッツザプレンティが一気にスパートを掛けて先頭に立ち、ネオユニヴァースもこれを追い2番手で最後の直線に入った。直線ではザッツザプレンティが逃げ粘り、ネオユニヴァースは差を詰められず徐々に失速。残り100メートルでは後方から追い込んだリンカーンにもかわされ、勝ったザッツザプレンティから1馬身弱の差の3着に終わり、三冠を逃した。競走後、デムーロは「大きく外を回されることもなかったし、ごちゃつかずに運べたので外枠は良かった。状態も良かった」、「距離が微妙に長かった」と、淡々と語るにとどめた。
菊花賞の後はデムーロとのコンビで国際競走・ジャパンカップ (GI)に出走。前走、天皇賞（秋）をレコード勝ちしたシンボリクリスエスがオッズ1.9倍と突出した1番人気となり、ネオユニヴァースはそれに次ぐ2番人気 (7.0倍)となった。なお、前日から雨が降り続き、当日はジャパンカップでは11年ぶりの重馬場で行われた。道中、ネオユニヴァースは13番手前後を追走して最後の直線に入ったが、後続に終始大きな差を付けて逃げ続けたタップダンスシチーが競走史上最大の9馬身差を付けて逃げきり、ネオユニヴァースはさらにザッツザプレンティ、シンボリクリスエスに後れての4着に終わった。
年末のグランプリ・有馬記念に向けたファン投票では9万8926票を集め、シンボリクリスエスに次ぐ2位で選出されたが、出走せず休養に入った。当年のJRA賞（年度表彰）においては、最優秀3歳牡馬に選出。また、仮定の斤量数値で馬の序列化を図るJPNクラシフィケーションでは、Iコラム (1900 - 2199メートル)117ポンドで3歳馬の首位に据えられた。一方この数値は、策定方法が統一された1997年以降の首位3歳馬としては、アグネスフライトを1ポンド上回ったのみの平年以下の評価ともなった。

#### 4歳以降 - 故障により引退
2004年、4歳となったネオユニヴァースは休養を終え、4月4日の産経大阪杯 (GII)から始動。重賞4勝のバランスオブゲーム、前年のエリザベス女王杯優勝馬アドマイヤグルーヴといった実績馬が揃い、負担重量は59kgとはじめて経験するものだったが単勝1.8倍の1番人気に支持される。レースでは直線入口で2番手と積極的にレースを進め、逃げ粘るマグナーテンをゴール前でアタマ差競り落としてダービー以来の勝利を挙げた。
5月2日に迎えた天皇賞・春 (GI)では、前年の3歳クラシックで鎬を削った4歳馬が人気上位を占め、前哨戦の阪神大賞典を制したリンカーンが1番人気、ネオユニヴァース2番人気、ザッツザプレンティ3番人気、ゼンノロブロイ4番人気という順となった。しかしレースでは大逃げを打った5歳馬イングランディーレが2着ゼンノロブロイに7馬身差をつけて逃げきり、その後方でネオユニヴァースは10着と大敗を喫した。
その後は前年も出走した宝塚記念へ向けて調整されていたが、その過程で右前脚に浅屈腱炎および球節亀裂骨折を生じていることが判明し、放牧に出される。骨折については天皇賞の競走中に生じた可能性が高いと考えられ、担当厩務員の松久月広は「痛みをもっていることに気づいていれば、屈腱炎を併発することはなかったかもしれない」と悔いたという。以後治療に専念していたが、9月に引退・種牡馬入りが発表され、同月20日に札幌競馬場で引退式が行われた。

### 種牡馬時代
総額12億円のシンジケートが組まれ、北海道勇払郡早来町（現・安平町）にある社台スタリオンステーションで種牡馬となる。交配頭数は初年度から228頭、247頭と推移し、3年目には国内最多の251頭との種付けをこなした。初年度産駒は2008年にデビュー、9月にロジユニヴァースが札幌2歳ステークスを制し、産駒が重賞初勝利を挙げる。当年の2歳種牡馬ランキングでは、同じく新種牡馬のキングカメハメハに次ぐ2位となった。翌2009年にはアンライバルドが皐月賞を制し、JRA・GI (JpnI)で初勝利を挙げると同時に皐月賞史上6例目の父子制覇を達成。さらに日本ダービーでは、ロジユニヴァースが競走史上6例目の父子制覇を果たした。
2010年にはヴィクトワールピサが皐月賞と有馬記念を制覇。有馬記念ではデムーロが騎乗しており、競走後には「ネオユニヴァースが素晴らしいクリスマスプレゼントをくれました。2頭はそれぞれ違う個性を持っていますが、いいハートを持っているところは共通しています」と語った。翌2011年、ヴィクトワールピサとデムーロのコンビは世界最高賞金競走・ドバイワールドカップを日本調教馬として初制覇した。
2015年12月、ネオユニヴァースは社台スタリオンステーションを離れ、新ひだか町のレックススタッドへ移動。2016年より同所で種牡馬生活を送る。
2021年3月8日、種付け中の事故により死亡した。種付け直後に牝馬が暴れてバランスを崩し転倒、肩を骨折し安楽死となったという。21歳であった。

## 競走成績
以下の内容は、JBISサーチおよびnetkeiba.comに基づく。
| 競走日     | 競馬場 | 競走名       | 格      | 距離（馬場）  | 頭 数 | 枠 番 | 馬 番 | オッズ （人気） | 着順 | タイム （上り3F） | 着差 | 騎手        | 斤量 [kg] | 1着馬（2着馬）         | 馬体重 [kg] |
| ---------- | ------ | ------------ | ------- | ------------- | ----- | ----- | ----- | --------------- | ---- | ----------------- | ---- | ----------- | --------- | ---------------------- | ----------- |
| 2002.11.09 | 京都   | 2歳新馬      |         | 芝1400m（良） | 18    | 8     | 18    | 002.50（1人）   | 01着 | R1:22.7（35.1）   | -0.2 | 0福永祐一   | 54        | （マヤノキャンティ）   | 494         |
| 0000.12.14 | 中京   | 中京2歳S     | OP      | 芝1800m（良） | 9     | 8     | 9     | 002.40（1人）   | 03着 | R1:49.2（35.2）   | -0.0 | 0池添謙一   | 55        | ホシコマンダー         | 496         |
| 2003.01.18 | 京都   | 白梅賞       | 500万下 | 芝1600m（良） | 16    | 2     | 3     | 001.90（1人）   | 01着 | R1:35.1（36.3）   | -0.1 | 0福永祐一   | 56        | （ハッピートゥモロー） | 488         |
| 0000.02.16 | 京都   | きさらぎ賞   | GIII    | 芝1800m（重） | 14    | 5     | 8     | 008.00（3人）   | 01着 | R1:49.6（35.2）   | -0.1 | 0福永祐一   | 56        | （サイレントディール） | 482         |
| 0000.03.23 | 中山   | スプリングS  | GII     | 芝1800m（良） | 16    | 8     | 15    | 002.80（2人）   | 01着 | R1:48.2（34.7）   | -0.2 | 0M.デムーロ | 56        | （サクラプレジデント） | 484         |
| 0000.04.20 | 中山   | 皐月賞       | GI      | 芝2000m（良） | 18    | 2     | 3     | 003.60（1人）   | 01着 | R2:01.2（34.3）   | -0.0 | 0M.デムーロ | 57        | （サクラプレジデント） | 488         |
| 0000.06.01 | 東京   | 東京優駿     | GI      | 芝2400m（重） | 18    | 7     | 13    | 002.60（1人）   | 01着 | R2:28.5（35.3）   | -0.1 | 0M.デムーロ | 57        | （ゼンノロブロイ）     | 486         |
| 0000.06.29 | 阪神   | 宝塚記念     | GI      | 芝2200m（良） | 17    | 3     | 6     | 004.40（2人）   | 04着 | R2:12.3（36.1）   | -0.3 | 0M.デムーロ | 53        | ヒシミラクル           | 490         |
| 0000.09.28 | 阪神   | 神戸新聞杯   | GII     | 芝2000m（良） | 13    | 7     | 11    | 002.90（2人）   | 03着 | R2:00.2（35.3）   | -0.7 | 0福永祐一   | 56        | ゼンノロブロイ         | 490         |
| 0000.10.26 | 京都   | 菊花賞       | GI      | 芝3000m（良） | 18    | 8     | 17    | 002.30（1人）   | 03着 | R3:05.0（35.6）   | -0.2 | 0M.デムーロ | 57        | ザッツザプレンティ     | 492         |
| 0000.11.30 | 東京   | ジャパンC    | GI      | 芝2400m（重） | 18    | 4     | 8     | 007.00（2人）   | 04着 | R2:30.3（37.0）   | -1.6 | 0M.デムーロ | 55        | タップダンスシチー     | 488         |
| 2004.04.04 | 阪神   | 産経大阪杯   | GII     | 芝2000m（稍） | 11    | 5     | 5     | 001.80（1人）   | 01着 | R1:59.6（35.2）   | -0.0 | 0M.デムーロ | 59        | （マグナーテン）       | 496         |
| 0000.05.02 | 京都   | 天皇賞（春） | GI      | 芝3200m（良） | 18    | 6     | 11    | 004.10（2人）   | 10着 | R3:20.3（35.3）   | -1.9 | 0M.デムーロ | 58        | イングランディーレ     | 500         |

## 評価
ミルコ・デムーロによると、ネオユニヴァースの長所は身体的な素質の高さもさることながら、「騎手なんて必要ないくらい」の頭の良さにあったという。課題点は「彼が人間の言葉を喋れないこと」のみだとした。調教師の瀬戸口勉はネオユニヴァースについて、「気性が激しく、すぐに立ち上がるクセがあり、栗東トレセンで調教しているときには苦労させられましたが、レースに行けばなぜか素直に走りました。それでいて勝負根性があり、競走馬としては理想的だったと思います」と評している。M・デムーロもその気性の激しさに言及しつつ、「でもね、どれだけ暴れても、人間を落とさない。（加減していたということですか？）そうです。ものすごい賢い馬だなと思った。」とも語っている。また瀬戸口と厩務員の松久月広は、いずれも「無事ならばもっとGIを勝てたはずの馬」だと評している。
デムーロは2005年に行われたインタビューの中で、ネオユニヴァースについて「"夢の馬"です。これまでの騎手人生の中でナンバーワンの存在です」と語り、それと同時に将来的には日本を主戦場としたいという希望を述べていた。デムーロは2015年にその希望を叶えて日本中央競馬会（JRA）の騎手となり、同年ドゥラメンテで皐月賞と日本ダービーを制した。デムーロは同馬について皐月賞のレース後に、ネオユニヴァースと「すごく似てる」と語り、具体的に似ている所として「馬体がそっくり! それから頭、考え方みたいなものもよく似ているんです」と評している。2013年に行われたインタビューにおいて「ミルコにとって、ネオユニヴァースとは」という問いに「私の財産。皆さんも知っている通り、ネオユニヴァースでGIを勝っただけでなく、その子供のヴィクトワールピサでドバイワールドカップも勝たせてもらった。彼は私の人生を変えてくれたというか、人生の半分は彼に助けられている気がする」と答えた。

### 投票企画の結果
| 年度   | 企画者                 | 企画                             | 順位    | 出典   |
| ------ | ---------------------- | -------------------------------- | ------- | ------ |
| 2010年 | 優駿（日本中央競馬会） | 未来に語り継ぎたい不滅の名馬たち | 第83位  | [ 53 ] |
| 2015年 | 優駿（日本中央競馬会） | 未来に語り継ぎたい名馬BEST100    | 第122位 | [ 54 ] |

### 表彰
| 年度   | 表彰               | 票数    | 出典   |
| ------ | ------------------ | ------- | ------ |
| 2003年 | JRA賞最優秀3歳牡馬 | 284/287 | [ 31 ] |

### レーティング
| 年度   | 馬齢 | 馬場 | 距離区分 [m]    | 値  | 出典   |
| ------ | ---- | ---- | --------------- | --- | ------ |
| 2003年 | 3歳  | 芝   | M (1400 - 1899) | 115 | [ 5 ]  |
| 2003年 | 3歳  | 芝   | I (1900 - 2199) | 117 | [ 5 ]  |
| 2004年 | 4歳  | 芝   | I (1900 - 2199) | 114 | [ 55 ] |

## 種牡馬成績

### 年度別種牡馬成績（中央+地方）
| 年     | 出走 | 出走 | 勝利 | 勝利 | 順位 | AEI  | 収得賞金         |
| 年     | 頭数 | 回数 | 頭数 | 回数 | 順位 | AEI  | 収得賞金         |
| ------ | ---- | ---- | ---- | ---- | ---- | ---- | ---------------- |
| 2008年 | 91   | 244  | 21   | 26   | 71   | 0.86 | 3億1578万1000円  |
| 2009年 | 220  | 1276 | 83   | 137  | 15   | 1.66 | 14億7054万4000円 |
| 2010年 | 301  | 1998 | 134  | 268  | 9    | 1.65 | 19億9208万6000円 |
| 2011年 | 364  | 2629 | 172  | 311  | 9    | 1.56 | 22億2229万9000円 |
| 2012年 | 404  | 2788 | 153  | 252  | 11   | 1.11 | 17億3270万9000円 |
| 2013年 | 443  | 3187 | 189  | 300  | 9    | 1.20 | 20億7274万9000円 |

- 2013年終了時点。

### 主な産駒

#### GI級競走優勝馬
太字はGI級競走
- 2006年産
  - ロジユニヴァース（2008年札幌2歳ステークス・ラジオNIKKEI杯2歳ステークス 2009年弥生賞、東京優駿）[56]
  - アンライバルド（2009年スプリングステークス、皐月賞）[57]
- 2007年産
  - ヴィクトワールピサ（2009年ラジオNIKKEI杯2歳ステークス 2010年弥生賞、皐月賞、有馬記念 2011年中山記念、ドバイワールドカップ）[58]
- 2011年産
  - ネオリアリズム（2016年札幌記念 2017年中山記念、クイーンエリザベス2世カップ）[59]

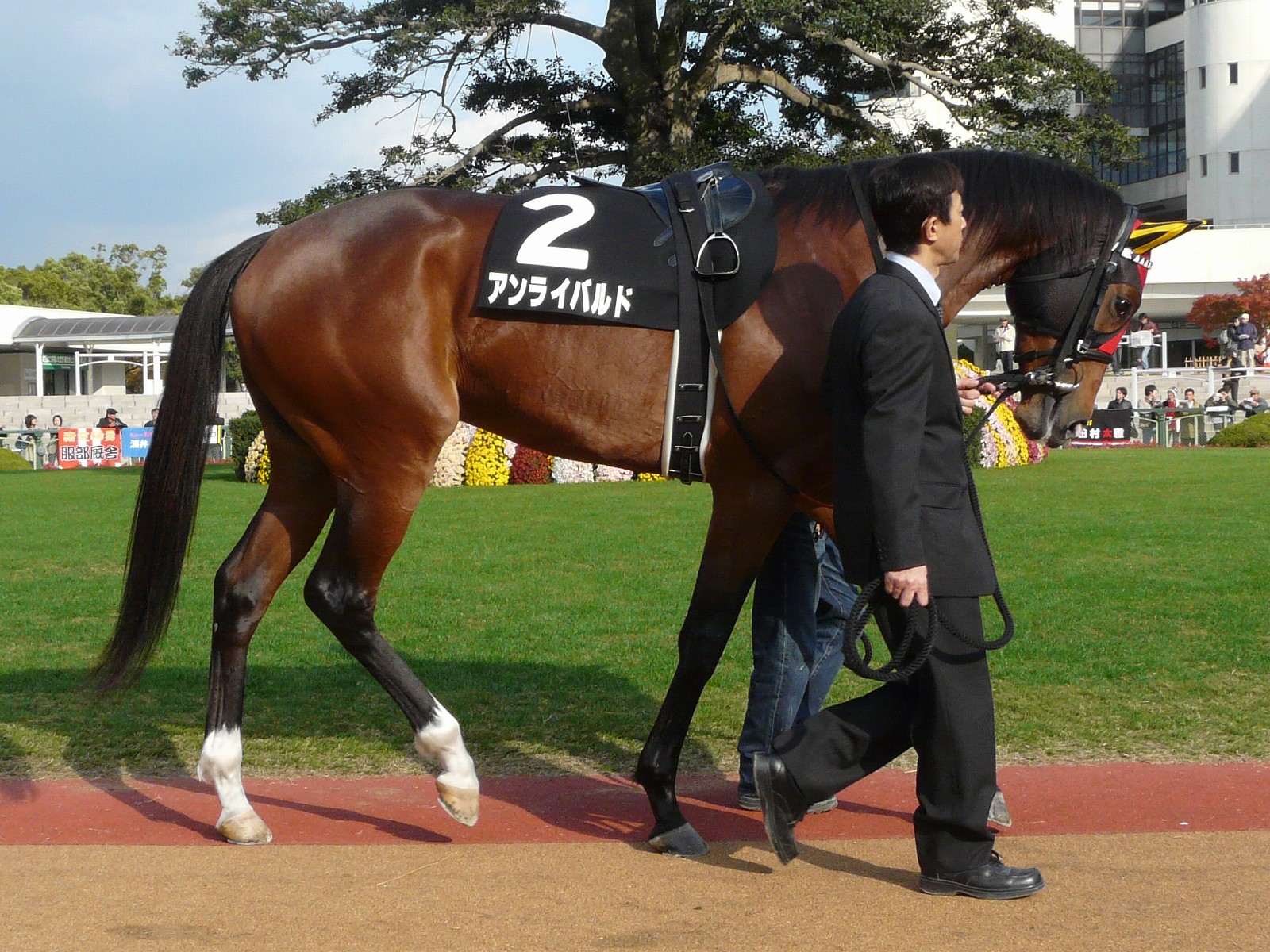
アンライバルド（2006年産）
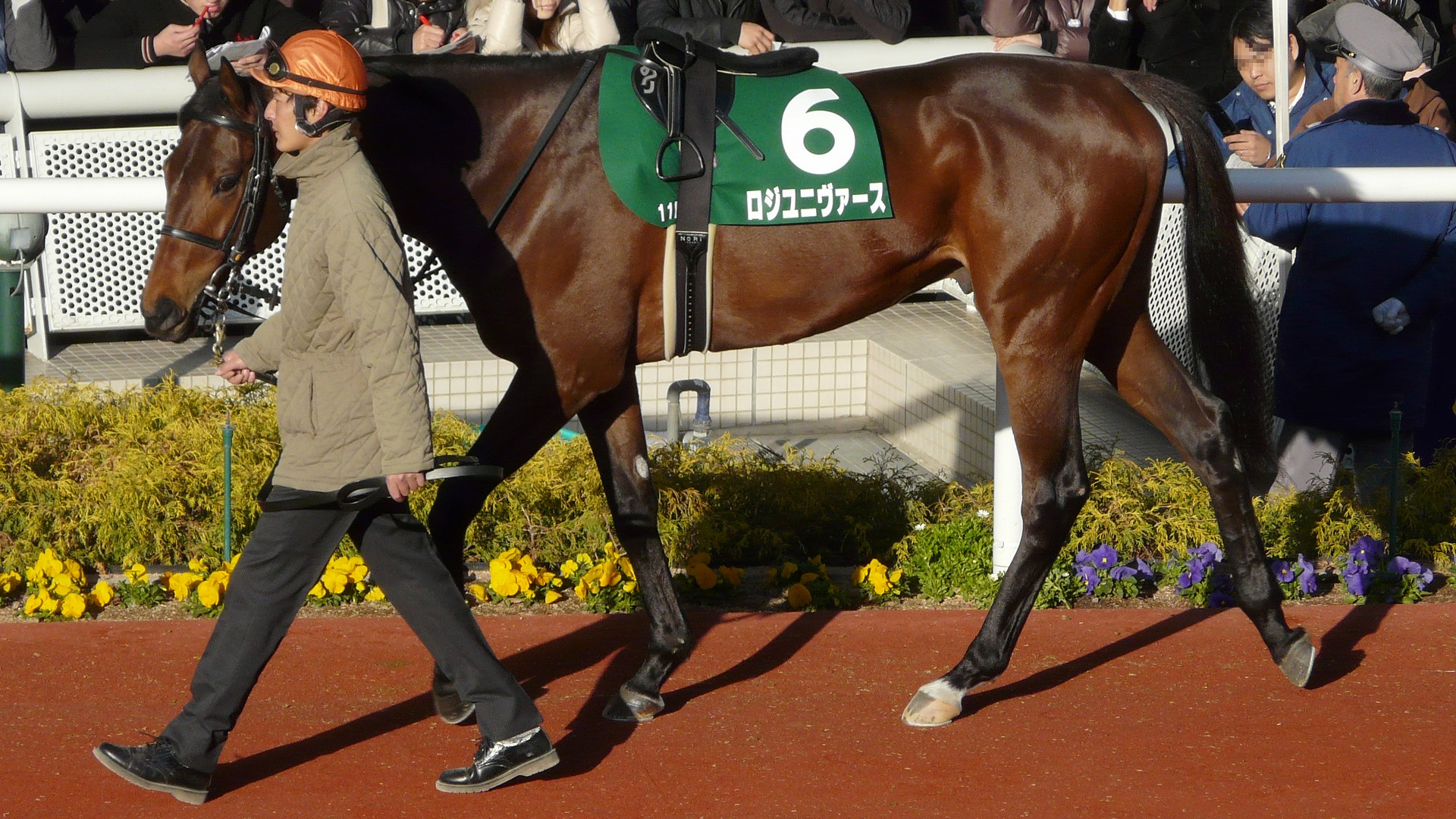
ロジユニヴァース（2006年産）
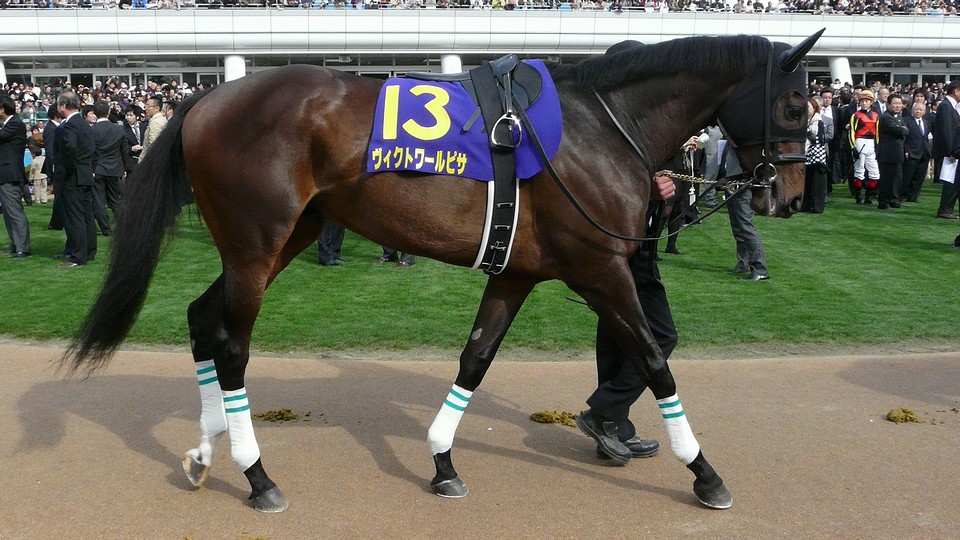
ヴィクトワールピサ（2007年産）
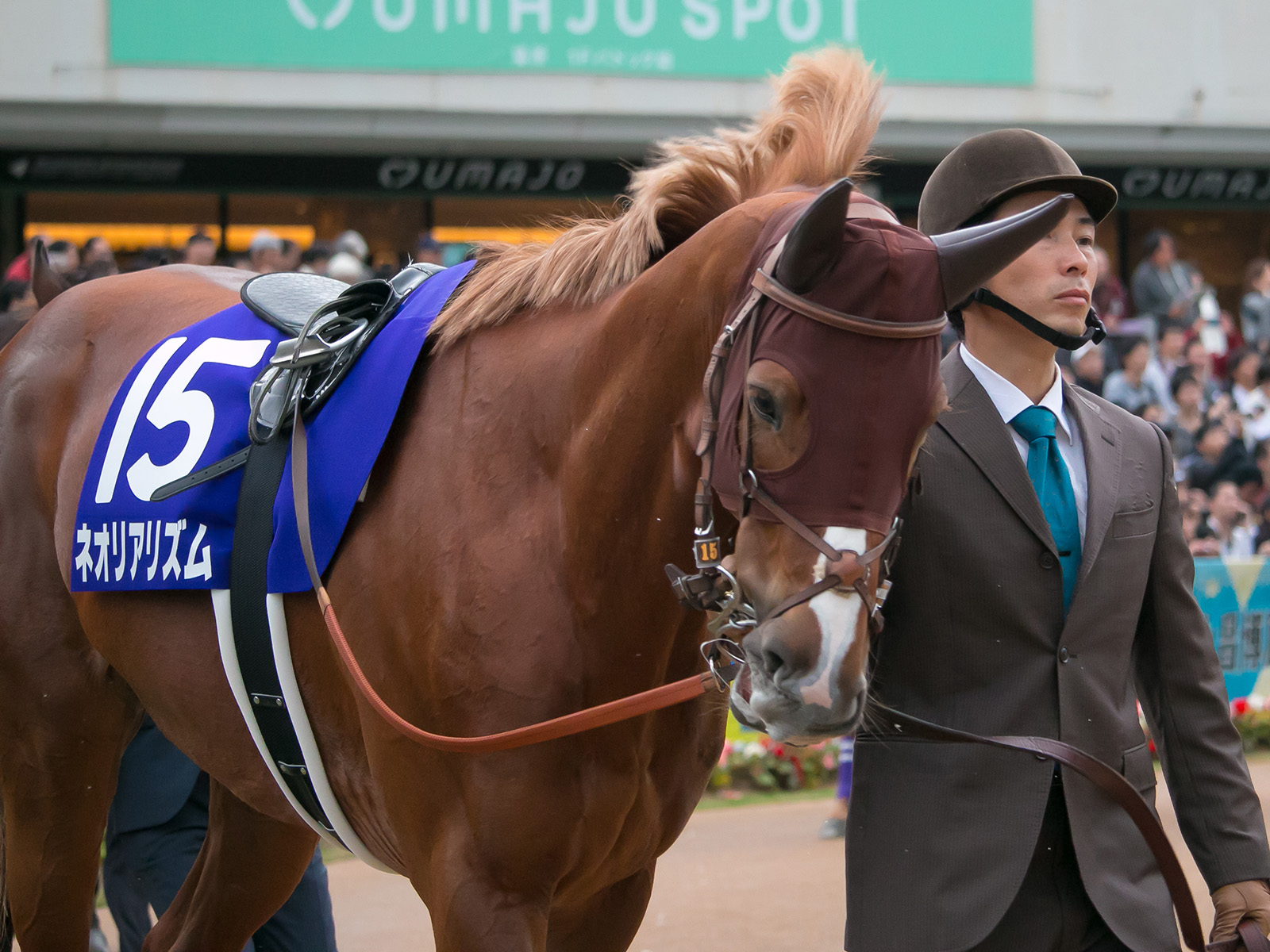
ネオリアリズム（2011年産）

#### グレード制重賞優勝馬
- 2006年産
  - イタリアンレッド（2011年七夕賞・小倉記念・府中牝馬ステークス）[60]
- 2007年産
  - ビッグバン（2009年北海道2歳優駿、ほか地方限定重賞2勝）[61]
  - ネオヴァンドーム（2010年きさらぎ賞）[62]
  - スティールパス（2012年スパーキングレディーカップ）[63]
  - ゴールスキー（2014年根岸ステークス）[64]
- 2008年産
  - オールアズワン（2010年札幌2歳ステークス）[65]
  - デスペラード（2013年ステイヤーズステークス 2014年京都記念、ステイヤーズステークス）[66]
  - フラアンジェリコ（2015年京成杯オータムハンデキャップ）[67]
- 2010年産
  - アムールポエジー（2013年関東オークス）[68]
  - タマモプラネット（2018年京都ジャンプステークス）[69]
- 2011年産
  - オメガハートロック（2014年フェアリーステークス）[70]
  - フォーエバーモア（2014年クイーンカップ）[71]
  - ヴィータアレグリア（2016年マリーンカップ）[72]
- 2012年産
  - ブライトエンブレム（2014年札幌2歳ステークス）[73]
  - サンデーウィザード（2017年新潟大賞典）[74]
  - ウェスタールンド（2020年アンタレスステークス）[75]
- 2013年産
  - グレンツェント（2016年レパードステークス、2017年東海ステークス、2020年川崎マイラーズ・川崎、スパーキングサマーカップ・川崎）[76]
- 2017年産
  - サクラトゥジュール（2024年東京新聞杯、2025年京都金杯）
- 2018年産
  - メイショウムラクモ（2021年レパードステークス）[77]

#### 地方重賞優勝馬
- 2006年産
  - メガチューズデー（2010年中島記念・佐賀）[78]
  - ジョーメテオ（2013年ゴールドカップ・浦和 2014年笠松グランプリ・笠松 2015年アフター5スター賞・大井）[79]
- 2007年産
  - サムライジャパン（2010年華月賞・門別 2011年ステイヤーズカップ・門別）[80]
  - スーブルソー（2013年桐花賞・水沢）[81]
- 2008年産
  - ザハヤテオー（2010年ヤングチャンピオン・金沢）[82]
  - ダイメイネオ（2011年門松賞・荒尾）[83]
  - リアリーザワールド（2013年夏至賞・佐賀）[84]
- 2009年産
  - ブランクヴァース（2015年高知県知事賞・高知）[85]
- 2010年産
  - カゼニタツライオン（2015年大分川賞・佐賀）[86]
  - クラウンアトラス（2015年由布岳賞・佐賀）[87]
- 2012年産
  - コスモポッポ（2016年黒髪山賞・佐賀、長月賞・佐賀、師走賞・佐賀）[88]
- 2014年産
  - ポルタディソーニ（2017年秋の鞍・名古屋、2018年梅見月杯・名古屋、2019年名港盃・名古屋、2020年梅見月杯・名古屋）[89]
  - モズオトコマエ（2017年黒潮菊花賞・高知、2018年イヌワシ賞・金沢）[90]
- 2017年産
  - アルカウン（2023年ベイスプリント・名古屋）[91]
- 2018年産
  - カイカセンゲン（2021年ロジータ記念・川崎）[92]

#### その他
- 2007年産
  - トーセンファントム（2009年いちょうステークス、種牡馬）[93]
- 2011年産
  - サウンズオブアース（2014年菊花賞2着、2015年有馬記念2着、2016年ジャパンカップ2着）[94]

### 母の父としての産駒

#### グレード制重賞優勝馬
太字はGI級競走
- 2014年産
  - アエロリット（2017年NHKマイルカップ、クイーンステークス、2018年毎日王冠）- 父クロフネ[95]
- 2015年産
  - ルヴァンスレーヴ（2017年全日本2歳優駿[96]、2018年ユニコーンステークス、ジャパンダートダービー、マイルチャンピオンシップ南部杯、チャンピオンズカップ）- 父シンボリクリスエス[97]
  - ジョーカナチャン（2020年アイビスサマーダッシュ）- 父ロードカナロア
  - ビリーバー（2022年アイビスサマーダッシュ）-父モンテロッソ [98]
- 2019年産
  - ビーアストニッシド（2022年スプリングステークス）- 父アメリカンペイトリオット
- 2020年産
  - デルマソトガケ（2022年全日本2歳優駿、2023年UAEダービー）- 父マインドユアビスケッツ[99]
- 2022年産
  - ピコチャンブラック（2025年スプリングステークス）- 父キタサンブラック

#### 地方重賞優勝馬
- 2013年産
  - ガーニーフラップ（2016年クラウンカップ）- 父キングカメハメハ[100]
- 2014年産
  - アンティノウス（2021年プラチナカップ）- 父クロフネ[101]
- 2015年産
  - コズミックフォース（2021年勝島王冠）-父キングカメハメハ[102]
- 2017年産
  - ディアタイザン（2020年兵庫ダービー）- 父サウスヴィグラス[103]
  - ダイリンウルフ（2022年・2024年ウインターチャンピオン）- 父ロージズインメイ[104]
- 2018年産
  - ケラススヴィア（2020年ローレル賞、東京2歳優駿牝馬、2021年桜花賞、東京プリンセス賞）- 父サウスヴィグラス[105]
  - ギャルダル（2023年・2024年フジノウェーブ記念）-父ホッコータルマエ [106]
  - レスペディーザ（2023年ノースクイーンカップ）- 父マクフィ[107]
- 2019年産
  - ノブレスノア（2021年ハイセイコー記念）- 父トーセンブライト[108]
  - ベルレフォーン（2022年菊水賞）- 父ヘニーヒューズ[109]
- 2020年産
  - ネオシエル（2022年カペラ賞、2023年佐賀皐月賞、2025年九州クラウン、佐賀がばいスプリント）- 父ケイムホーム[110]
  - ライズゾーン（2023年東京湾カップ）- 父ビーチパトロール[111]
- 2021年産
  - アメリアハート（2023年フローラルカップ）- 父ダノンレジェンド[112]
  - ミスカッレーラ（2023年ローレル賞）- 父シニスターミニスター[113]
  - ファーマティアーズ（2023年フォーマルハウト賞）- 父ルーラーシップ[114]
  - ローリエフレイバー（2023年東京2歳優駿牝馬、2024年ロジータ記念）- 父マジェスティックウォリアー[115]
  - プラセボ（2024年王冠賞）- 父インカンテーション[116]
- 2022年産
  - ベアバッキューン（2024年若武者賞、鎌倉記念、2025年若潮スプリント）- 父モズアスコット[117]
  - プラウドフレール（2024年東京2歳優駿牝馬、2025年ユングフラウ賞、桜花賞）- 父ニューイヤーズデイ[118]

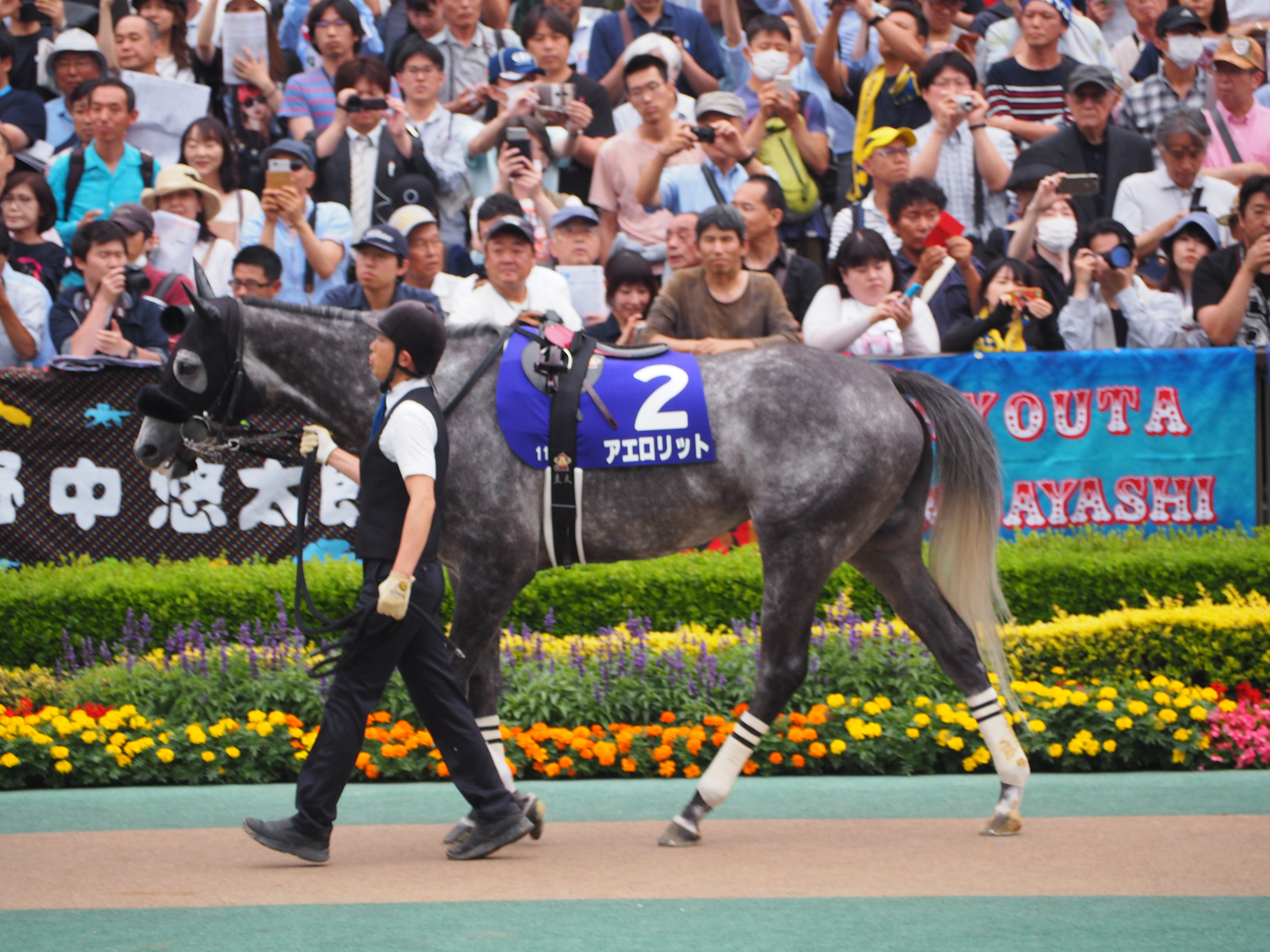
アエロリット (2014年産)
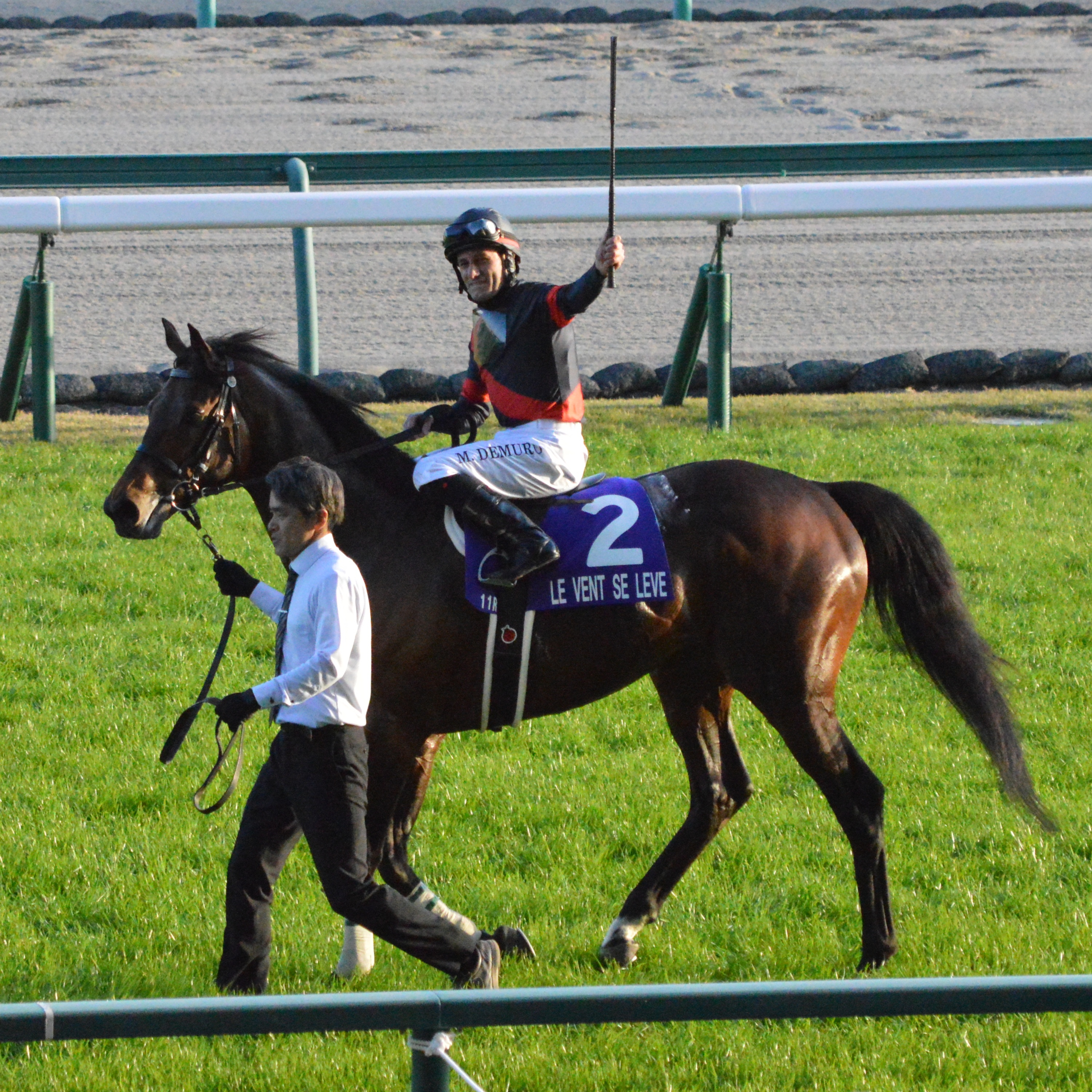
ルヴァンスレーヴ（2015年産）

## 血統

### 血統背景
中・長距離で活躍したサンデーサイレンス産駒によく見られた、母系にスタミナ色の濃いヨーロッパ系の血統を持つ1頭である。また種牡馬としてはノーザンダンサーの血を持っていなかったことで配合相手の選択肢が幅広かったため、この点が種牡馬としての成功要因の一つとして数えられた。
近親にはアイリッシュオークスの優勝馬ヘレンストリートや、その産駒であるストリートクライ、ジョッケクルブ賞（フランスダービー）優勝馬シャマルダルがいる。

### 血統表
| ネオユニヴァースの血統                                     | ネオユニヴァースの血統             | ネオユニヴァースの血統             | （血統表の出典）                   | （血統表の出典） |
| 父系                                                       | サンデーサイレンス系（ヘイロー系） | サンデーサイレンス系（ヘイロー系） | サンデーサイレンス系（ヘイロー系） | [ § 2 ]          |
| 父 *サンデーサイレンス Sunday Silence 1986 青鹿毛 アメリカ | 父の父Halo 1969 黒鹿毛             | Hail to Reason 1958                | Turn-to                            | Turn-to          |
| 父 *サンデーサイレンス Sunday Silence 1986 青鹿毛 アメリカ | 父の父Halo 1969 黒鹿毛             | Hail to Reason 1958                | Nothirdchance                      |                  |
| 父 *サンデーサイレンス Sunday Silence 1986 青鹿毛 アメリカ | 父の父Halo 1969 黒鹿毛             | Cosmah 1953                        | Cosmic Bomb                        | Cosmic Bomb      |
| 父 *サンデーサイレンス Sunday Silence 1986 青鹿毛 アメリカ | 父の父Halo 1969 黒鹿毛             | Cosmah 1953                        | Almahmoud                          |                  |
| 父 *サンデーサイレンス Sunday Silence 1986 青鹿毛 アメリカ | 父の母Wishing Well 1975 鹿毛       | Understanding 1963                 | Promised Land                      | Promised Land    |
| 父 *サンデーサイレンス Sunday Silence 1986 青鹿毛 アメリカ | 父の母Wishing Well 1975 鹿毛       | Understanding 1963                 | Pretty Ways                        |                  |
| 父 *サンデーサイレンス Sunday Silence 1986 青鹿毛 アメリカ | 父の母Wishing Well 1975 鹿毛       | Mountain Flower 1964               | Montparnasse                       | Montparnasse     |
| 父 *サンデーサイレンス Sunday Silence 1986 青鹿毛 アメリカ | 父の母Wishing Well 1975 鹿毛       | Mountain Flower 1964               | Edelweiss                          |                  |
| 母 *ポインテッドパス Pointed Pass 1984 栗毛 イギリス       | 母の父Kris 1976 栗毛               | Sharpen Up 1969                    | *エタン                            | *エタン          |
| 母 *ポインテッドパス Pointed Pass 1984 栗毛 イギリス       | 母の父Kris 1976 栗毛               | Sharpen Up 1969                    | Rocchetta                          |                  |
| 母 *ポインテッドパス Pointed Pass 1984 栗毛 イギリス       | 母の父Kris 1976 栗毛               | Doubly Sure 1971                   | Reliance                           | Reliance         |
| 母 *ポインテッドパス Pointed Pass 1984 栗毛 イギリス       | 母の父Kris 1976 栗毛               | Doubly Sure 1971                   | Soft Angels                        |                  |
| 母 *ポインテッドパス Pointed Pass 1984 栗毛 イギリス       | 母の母Silken Way 1973 栗毛         | Shantung 1956                      | Sicambre                           | Sicambre         |
| 母 *ポインテッドパス Pointed Pass 1984 栗毛 イギリス       | 母の母Silken Way 1973 栗毛         | Shantung 1956                      | Barley Corn                        |                  |
| 母 *ポインテッドパス Pointed Pass 1984 栗毛 イギリス       | 母の母Silken Way 1973 栗毛         | Boulevard 1968                     | Pall Mall                          | Pall Mall        |
| 母 *ポインテッドパス Pointed Pass 1984 栗毛 イギリス       | 母の母Silken Way 1973 栗毛         | Boulevard 1968                     | Costa Sola                         |                  |
| 母系(F-No.)                                                | (FN:1-l)                           | (FN:1-l)                           | (FN:1-l)                           | [ § 3 ]          |
| 5代内の近親交配                                            | 5代以内アウトブリード              | 5代以内アウトブリード              | 5代以内アウトブリード              | [ § 4 ]          |
| 出典                                                       | 1. 2. 3. 4.                        | 1. 2. 3. 4.                        | 1. 2. 3. 4.                        | 1. 2. 3. 4.      |